# Ріфет Капич
Ріфет Капич (босн. Rifet Kapić, боснійська вимова: [rǐfet kǎpitɕ]; нар. 3 липня 1995, Цазин) — боснійський професійний футболіст, півзахисник клубу «Лехія» (Гданськ).

## Клубна кар'єра

### Рання кар'єра
Капич почав займатися футболом у клубі «Країна» (Цазин) з рідного міста. Згодом навчався в академії столичного «Сараєво», після чого грав за молодіжну команду хорватської «Істри 1961».
На дорослому рівні дебютував виступаючи за чеський клуб другого дивізіону «Варнсдорф» у 2015 році, провівши два матчі у чемпіонаті.
Через шість місяців без клубу боснієць у лютому 2016 року перейшов у клуб першого дивізіону Словенії «Гориця», підписавши трирічний контракт. 29 квітня він забив свій перший гол на професіональному рівні у ворота «Заврча». Всього за клуб провів 71 матч в усіх турнірах, забив 18 голів і відав три результативні передачі.

### «Грассгоппер»
12 січня 2018 року Капич перейшов до швейцарського клубу «Грассгоппер» з Цюриха, уклавши чотирирічну угоду. Дебютував у новій команді 4 лютого у матчі зі «Сьйоном» (3:1).
У червні 2018 року його відправили на сезон в оренду до молдовського «Шерифа», вигравши з командою чемпіонство, після чого у лютому 2019 року був відданий в оренду у боснійське «Сараєво» до кінця сезону 2018/19. Капич виграв зі столичним клубом чемпіонат і кубок Боснії і Герцеговини.

### «Падерборн»
1 червня 2019 року Капич підписав трирічний контракт із клубом німецької Бундесліги «Падерборн», втім виступав виключно за резервну команду.
В результаті у серпні 2020 року він вдруге приєднався до тираспольського «Шерифа» на правах оренди з правом подальшого викупу контракту. Капич провів там 28 ігор в усіх турнірах, забив один гол і знову виграв чемпіонат Молдови, після чого покинув клуб.
Незабаром після цього у червні 2021 року Капич розірвав контракт із «Падерборном».

### Повернення в «Сараєво»
2 вересня 2021 року Капич повернувся в «Сараєво», підписавши дворічний контракт. Після повернення дебютував за «Сараєво» 10 вересня в грі проти «Вележа» (Мостар). 17 жовтня 2021 року Капич забив єдиний гол за клуб у чемпіонаті у переможному матчі проти «Посуш'є» (1:0). 19 серпня 2022 року «бордові» на власному полі приймали «Слободу» з Тузли. Ріфет у тому поєдинку опинився на лаві запасних, але на 61-й хвилині вийшов на заміну, а у компенсований час отримав можливість принести «Сараєво» перемогу. Капичу було довірено виконати пенальті, але переграти голкіпера команди-суперниці хавбек не зумів, і матч завершився нічиєю 1:1, яку вкрай негативно сприйняли вболівальники. Одразу після фінального свистка вони почали скандувати образи на адресу Капича, а також вимоги негайно покинути клуб. Незважаючи на те, що товариші по команді та деякі інші відомі боснійські спортсмени через соціальні мережі висловили публічну підтримку Ріфету, фанати «Сараєво» продовжили цькування хавбека, виливаючи в інтернет безліч негативу, у тому числі й відверто образливі картинки із зображенням футболіста. В результаті 22 серпня 2022 року Капич та «Сараєво» домовилися про негайне припинення терміну дії контракту, розрахованого до 31 травня 2023 року.

### «Кривбас»
На початку жовтня 2022 року перейшов у «Кривбас» (Кривий Ріг), підписавши річний контракт. До команди його запросив головний тренер криворіжців Юрій Вернидуб, з яким разом працював у «Шерифі». У першій частині сезону 2022/23 зіграв у 10 матчах чемпіонату і забив 1 гол, переможний у ворота «Ворскли» (1:0); також віддав 1 асист, після чого у лютому 2023 року продовжив контракт з клубом до 2024 року.

## Досягнення
- Чемпіон Молдови: 2018, 2020/21
- Чемпіон Боснії і Герцеговини: 2018/19
- Володар Кубка Боснії і Герцеговини: 2018/19